# Cheimarrichthys fosteri
Cheimarrichthys fosteri är en fiskart som beskrevs av Haast 1874. Cheimarrichthys fosteri är ensam i släktet Cheimarrichthys och i familjen Cheimarrichthyidae. Inga underarter finns listade i Catalogue of Life.
Arten förekommer i floder i Nya Zeeland. Ungdjur besöker även bräckt vatten och det angränsande havet. Cheimarrichthys fosteri blir upp till 15 cm lång. Det vetenskapliga släktnamnet bildas av de grekiska orden cheimarros, -ous (snabbflytande vattendrag) och ichthys (fisk).